# فرودگاه کنگامبا
فرودگاه کنگامبا (به انگلیسی: Cangamba Airport) یک فرودگاه با کد یاتا CNZ است . این فرودگاه در کشور آنگولا قرار دارد .